# Sóspatak (Fehér megye)
Sóspatak (románul: Șeușa, németül: Salzbach) település Romániában, Fehér megyében.

## Fekvése
Gyulafehérvártól 5 km-re a Maros bal partján, Maroscsüged, Drombár és Gyulafehérvár közt fekvő település.

## Története
1332-ben Sospotek néven említették először. Egy 1369-es adat szerint a gyulafehérvári székeskáptalan birtoka volt. A falu lakossága a középkorban katolikus volt, 1332-ben saját plébániatemplommal is rendelkezett.
A 15. századra a magyar lakosság elpusztult, helyükre román jobbágyokat telepítettek.
A trianoni békeszerződésig Alsó-Fehér vármegye Alvinci járásához tartozott.

## Lakossága
1910-ben 788 lakosa volt, ebből 781 román, 7 cigány nemzetiségűnek vallotta magát.
2002-ben 639 lakosából 634 román és 5 magyar volt.